# 고양주면
고양주면(古楊州面)은 조선 중기인 1466년부터 1914년 3월 31일까지 존속했던 경기도 양주군의 면으로, 양주군 동남부에 위치했다. 현재의 서울특별시 광진구와 성동구 성수동·송정동, 중랑구 면목동, 송파구 잠실동·신천동 일대에 해당한다. 휘경동, 전농동, 장안동 그리고 배봉산 일대까지도 해당된다.
한강의 지류를 메꾸기 전까지 신천리, 잠실리면(古楊州面)은 조선 중기인 1466년부터 1914년 3월 31일까지 존속했던 경기도 양주군의 면으로, 양주군 동남부에 위치했다. 현재의 서울특별시 광진구와 성동구 성수동·송정동, 중랑구 면목동, 송파구 잠실동·신천동 일대에 해당한다. 휘경동, 전농동, 장안동 그리고 배봉산 일대까지도 해당된다.
한강의 지류를 메꾸기 전까지 신천리, 잠실리, 율원리(신천리에 흡수됨) 이 지역은 서울 송파와 분리된 지역이었다.
조선 중기에 이 지역은 양주군 남면이었다. 즉 경기도 양주 전 지역에 면(面)이 설치된 조선 세조 12년인 1466년부터 조선 후기 18세기 까지(아마도 영조 또는 정조 대로 추정된다.)는 경기도 양주목 남면이기도 했으며, 현재의 답십리동과 배봉산이 있는 휘경동, 전농동 그리고 장안동 일부도 관할하기도 했었으며, 정조 이후 고양주면으로 바뀐 것으로 추정되나, 정확한 연도는 알 수 없다. 이 네 지역 일대를 합쳐 중랑포(中浪浦, 또는 중량포(中梁浦))라고도 했다.
양주 옛터가 양나루(楊津) 부근이었고, 이 지역에 양주의 옛 읍치가 있었기 때문에, 조선에서 고양주면이라는 이름을 얻게 되었다. 그뒤 양주군의 군청은 읍내면 유양리로 이주했으며, 시북면과 둔야면을 합쳐 만든 시둔면은 양주군청이 20세기 초 이사가면서 양주면으로 이름을 바꾸었다.
1914년 일제의 행정구역 개편 때 고양군 뚝도면에 편입되면서 폐지되었고, 고주내면이나 후일의 양주읍과는 관련이 없다.

## 같이 보기
- 구지면 (양주군)
- 고양주면
- 망우리면
- 양주시
- 송파구
- 중랑구
- 뚝도면
- 광진구
- 읍내면